# Меркатор, Румольд

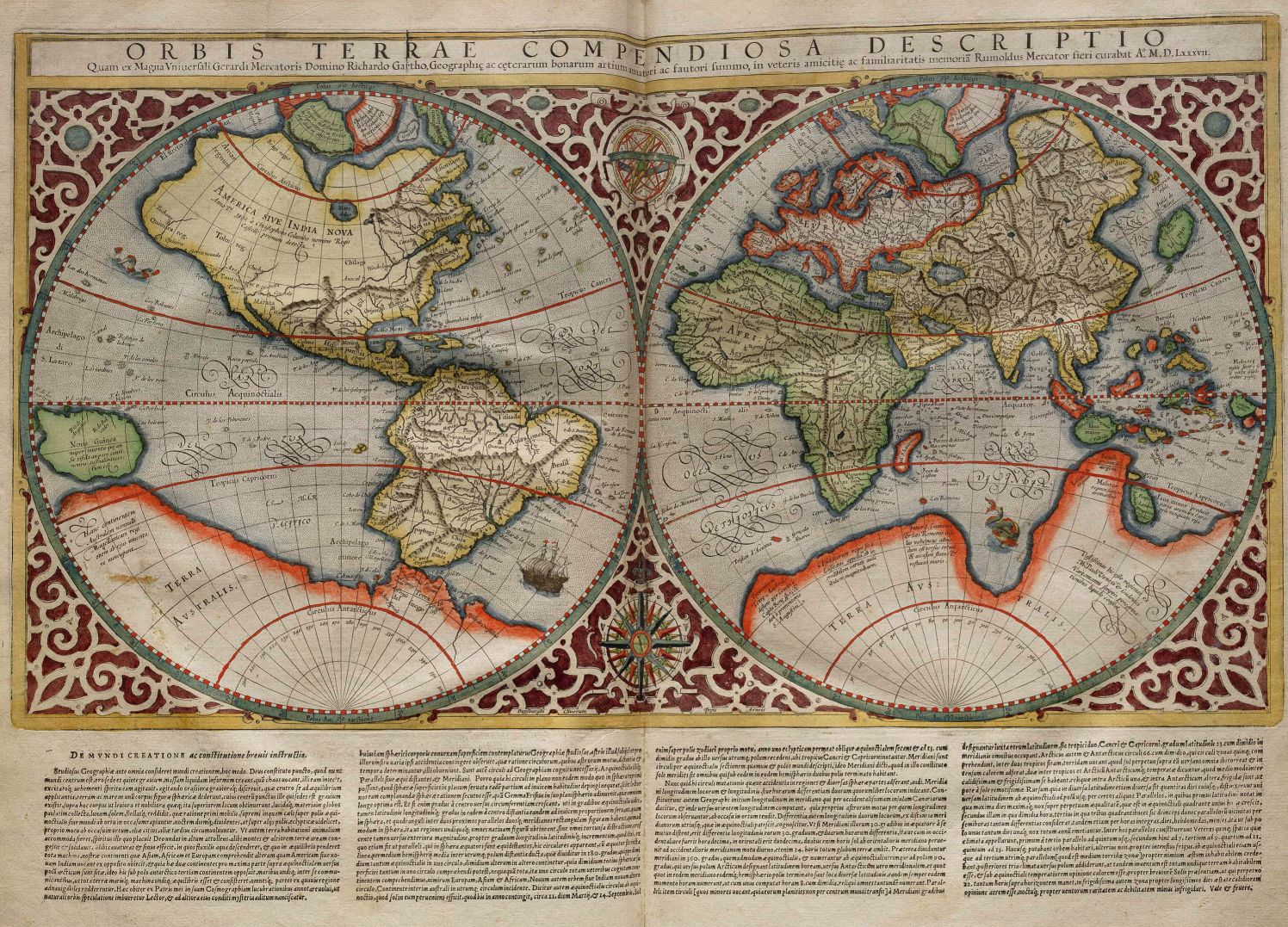
Карта мира Румольда Меркатора. 1587 г.

Румольд Меркатор (нидерл. Rumold Mercator; 1545, Лёвен, Фламандский Брабант — 1599, Дуйсбург, Вестфалия) — фламандский картограф и географ.

## Биография
Родился в 1545 году в Восточной Фландрии, ныне Бельгия). В то время Фландрия была частью Нидерландов. Сын Герарда Меркатора, известного учёного, картографа и географа, автора картографической проекции, носящей его имя.
После смерти отца в 1594 году, завершил несколько незаконченных его проектов и добавил новые материалы собственных исследований, в том числе атлас с 36 картами Британских островов в 1595 году.
Издал труд отца под названием «Атлас, или Космографические размышления о строении мира и изображении его» (Atlas Sive Cosmographicae Meditationes de Fabrica Mundi et Fabricati Figura, 1595), в предисловии которого указал, что название для публикации выбрал его отец. В тексте введения было приведено генеалогическое древо Атласа или Атланта — мифологического персонажа, державшего на плечах небесный свод.

## Избранные труды
- «Die Germany-Wandkarte des Rumold Mercator» (Дуйсбург, 1590)